# 李卜克內西-盧森堡-遊行示威

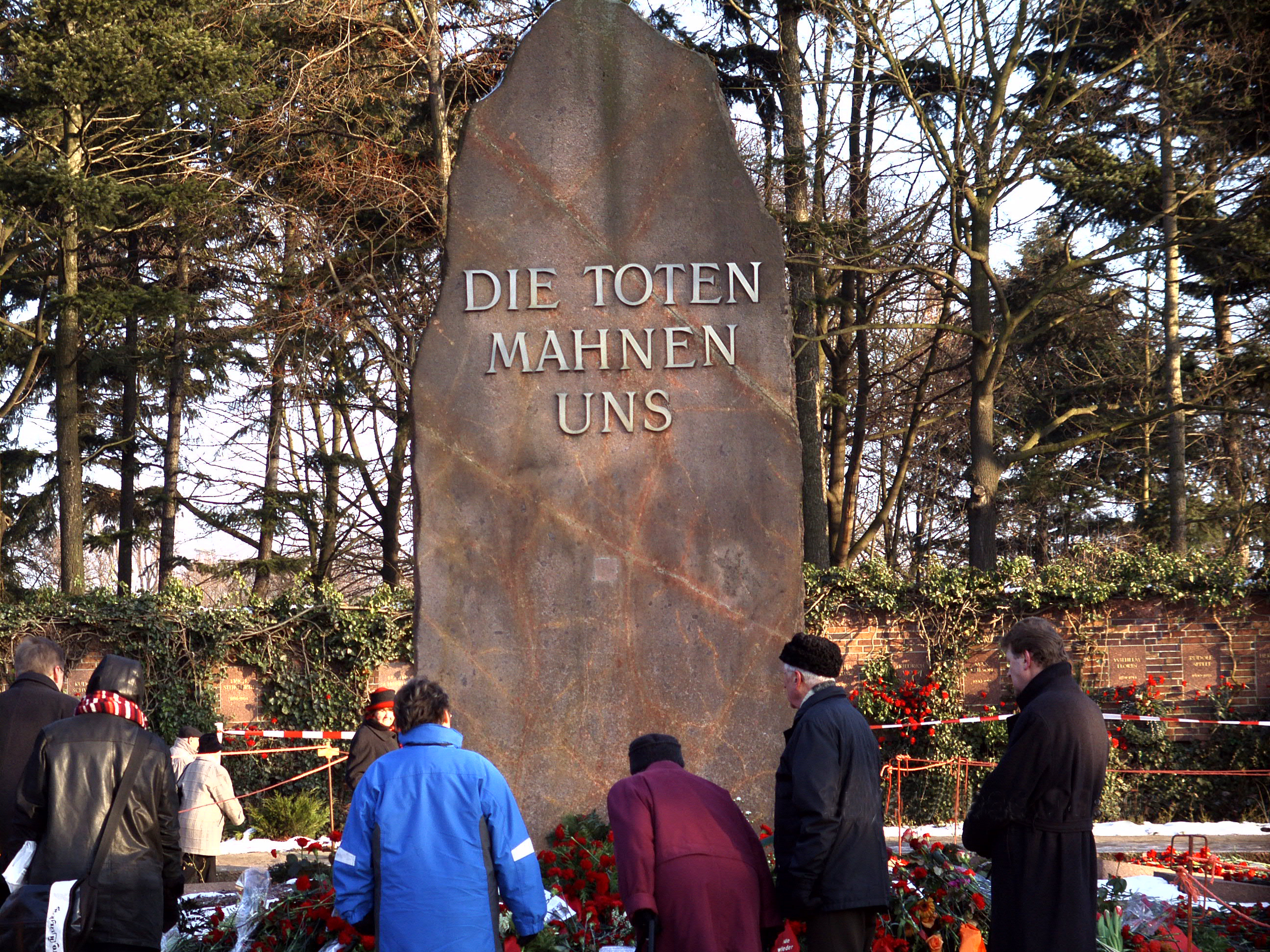
李卜克內西-盧森堡-遊行示威的目的地——柏林腓特烈斯费尔德中央公墓的社会主义者纪念碑前

李卜克內西-盧森堡-遊行示威（德語：Liebknecht-Luxemburg-Demonstration），是德國紀念於1919年1月15日被殺害的德國共產黨先驅卡爾·李卜克內西和羅莎·盧森堡的集會活動。每年一月第二個週末，群眾由柏林法兰克福门出發，遊行至柏林弗里德里希斯费尔德中央公墓內的紀念碑前。